# Кромвел (Ајова)
Кромвел (енгл. Cromwell) град је у америчкој савезној држави Ајова. По попису становништва из 2010. у њему је живело 107 становника.

## Демографија
Према попису становништва из 2010. у граду је живело 107 становника, што је -13 (-10.8%) становника више него 2000. године.
| Група             | 2000.       | 2010.        |
| Белци             | 119 (99,2%) | 107 (100.0%) |
| Афроамериканци    | 0 (0,0%)    | 0 (0,0%)     |
| Азијати           | 0 (0,0%)    | 0 (0,0%)     |
| Хиспаноамериканци | 1 (0,8%)    | 0 (0,0%)     |
| Укупно            | 120         | 107          |